# Oh, punaise !
Oh, punaise ! (Oh, Jeez en VO) est le septième épisode de la vingtième saison de la série télévisée d'animation américaine South Park, et le 274e épisode de la série globale. Il est diffusé pour la première fois le 9 novembre 2016 sur Comedy Central. L'épisode traite de l'élection présidentielle américaine de 2016, une thématique centrale de cette saison, et plus particulièrement de ses résultats. Il a été en effet diffusé le jour suivant la victoire de Donald Trump sur Hillary Clinton.

## Résumé
Tous les États-Unis sont choqués car finalement, c'est M. Garrison qui est élu 45ème président du pays. Ce dernier semble cependant dans un état second, et se réjouit de sa victoire. Il retourne à South Park, où Randy Marsh vient le trouver, furieux contre les résultats et contre le revirement de Garrison après tous ses efforts pour saboter sa propre campagne. En réalité, Garrison a été contaminé par les mémo-myrtilles via Caitlyn Jenner, qui en vomit sur Randy avant qu'il puisse comprendre ce qui se passe. Infecté à son tour, il rentre chez lui et vomit sur sa femme Sheila et sa fille Shelley.
De son côté, Cartman va voir Butters pour qu'il garde secret le fait qu'il n'ait pas apprécié le casting féminin du reboot de Ghostbusters. Mais Butters ne veut pas lui parler, car c'est le meneur des garçons révoltés, qui voit Eric comme un traître à leur cause. De plus en plus désespéré, Cartman confie à Heidi ses craintes sur le chaos que provoquera le site Track Troll (Troll Trace en VO) quand il sera utilisé à pleine capacité. Selon lui, la seule manière de lui échapper, et d'éviter d'Heidi apprenne les méfaits d'Eric, c'est d'aller sur Mars, où il n'y aura aucun réseau. 
Chez les Broflovski, Gerald est enlevé par les agents d'Hillary Clinton, qui l'envoie au Danemark avec pour mission de détruire Track Troll. Il amène avec lui une mallette qui émettra à une heure précise une impulsion électromagnétique qui détruira tout le matériel informatique des locaux chargé du site. Gerald est accueilli chaleureusement et autorisé à visiter la salle des serveurs, où il retrouve Dick et les autres trolls de son groupe. Tous ont été envoyés ici par Hillary Clinton avec la même mission, qui s'avère être un piège. Ils sont désormais enfermés avec des mallettes parfaitement inutiles qui les rickrollent.
À l'école de South Park, le Principal PC comprend que les élections ont bouleversé certains élèves. C'est pourquoi il invite Bill Clinton, qui lui-même invite Bill Cosby, qui veulent que les garçons et les filles se réconcilient en faisant en sorte que les garçons se comportent comme des gentlemen. Stan suit ses conseils pour essayer de convaincre Wendy Testaburger de se remettre avec lui, mais ils sont interrompus par Butters qui vient de coller son "bigoudi" sur la fenêtre. Intrigué par le garçon, Bill Clinton va lui rendre visite chez lui et lui explique que son club de gentlemen est la seule chose qui permettra aux hommes de survivre à la colère d'Hillary Clinton et des autres femmes quand Track Troll révèlera les historiques Internet de tout le monde.
L'épisode se termine sur Cartman et Heidi se dirigent au siège de la compagnie SpaceX...